# Gunnison (Utah)
Gunnison – miasto w Stanach Zjednoczonych, w stanie Utah, w hrabstwie Sanpete.